# Königsbachtal
Königsbachtal este o arie protejată (arie specială de conservare — SAC, sit de importanță comunitară — SCI) din Austria întinsă pe o suprafață de 1,17 ha, integral pe uscat.

## Localizare
Centrul sitului Königsbachtal este situat la coordonatele 47°42′N 13°22′E / 47.7°N 13.37°E.

## Înființare
Situl Königsbachtal a fost declarat sit de importanță comunitară în septembrie 2015 pentru a proteja un număr necunoscut de specii din flora spontană și fauna sălbatică aflate în arealul zonei. Situl a fost protejat și ca arie specială de conservare în iulie 2017.

## Biodiversitate
Situată în ecoregiunea alpină, aria protejată conține 1 habitat natural: Râuri de munte și vegetația erbacee de pe malurile acestora.
La baza desemnării sitului se află un număr nedeclarat de specii protejate.